# Maison de jour, maison de nuit
Maison de jour, maison de nuit est un roman polonais de Olga Tokarczuk publié en 1998 en polonais par Wydawnictwo Literackie, et en français par les éditions Noir sur Blanc en 2021 traduit par Maryla Laurent.

## Résumé
Le roman se compose d'une centaine de chapitres de longueur inégale, entrecroisant diverses époques, entremêlant diverses vies.
L’action se déroule dans l’actuelle voïvodie de Basse-Silésie, région de Wrocław (Breslau), au sud-ouest de la Pologne, dans le massif des Sudètes : Wambierzyce (Albendorf), Nowa Ruda  (Neurode), Kłodzko (Glatz), Wałbrzych (Waldenburg), Jedlina-Zdrój (Bad Charlottenbrunn). La région (Duché de Silésie, 1138–1335) a eu un passé riche, et troublé, sur plusieurs siècles, jusqu’au dernier partage après 1945 entre Allemagne, Tchéquie et Pologne, dont l’évacuation des Allemands des Sudètes (1335-1945), ici expulsion des Silésiens germanophones, dans le cadre de l'expulsion des Allemands d'Europe de l'Est.
La narratrice anonyme s’est installée, avec son compagnon R., « entre trente et quarante ans », dans un hameau (Krajanów, à côté de Pietno, anciennement Einsiedler), dans une petite vallée, isolée, pittoresque, aux confins du monde, à la frontière tchèque, dans les années 1990-2000, après avoir vécu plus à l’Est. Déplacement dans une Pologne déjà post-communiste, sans raison manifeste, sans implication sociale, sans activité lucrative signalée, simplement pour vivre au calme, ou rêver ou écrire.
« Je rêvais que je n’étais qu’un pur regard, juste une vision, et que je n’avais ni corps ni nom » (p. 9).
« Aucun de ces êtres en train de rêver ne m’était plus proche qu’un autre, aucun ne m’était plus indifférent qu’un autre. Je les regardais tout simplement et, dans leurs pensées emmêlées, je me retrouvais pour découvrir alors une étrange vérité. J’étais un regard, sans pensées, sans aucun jugement, sans sentiments » (p. 10).
« Je pénètre les gens par leur bouche » (p. 142).
Même si collecter des rêves (ou des cauchemars), sans rémunération, seul internet le permet, ou les émissions et feuilletons de Radio Nowa Hutta. Dès la première journée, au printemps, entre pluie et neige, la terre argileuse ne laisse pas l’eau pénétrer, et, en plus de la rivière chargée, le couple le comprend aussitôt, leur cave est traversée par un torrent qui va se jeter dans l’étang, et la maison semble bien avoir été construite ainsi, en toute connaissance… Le grenier n'est rangé que près de dix ans plus tard, au départ annoncé.
« J’ai dit à Marta que chacun de nous avait deux maisons, l’une concrète, située dans le temps et l’espace ; l’autre infinie, sans adresse, sans possibilité d’être pérennisée par des plans d’architecte. Et que nous vivions dans les deux, simultanément. »
Et cet écart du monde devient un microcosme, aussi puissant que tout autre, et propre à une épopée. Dans ce tout petit lieu, à peine un canton, comme ailleurs sans doute, « les maisons, les jardins et les forêts environnantes regorgent de vestiges du temps où la région appartenait à un autre pays. Strates de terre, strates de temps, le hameau prend rapidement les dimensions de l’univers, puisque les possibilités de narrations, à partir de lui, sont infinies. »
Voisins et voisines se croisent, se rendent visite, sans contrainte. On s’informe, on s’entraide. On parle beaucoup et on se tait beaucoup. Marta et la narratrice se coupent les cheveux. Et, à la suite d'une remarque de Marta (« Tu n'as pas l'air d'être toi. » (p. 76), la perruquière finit par confectionner une perruque spécialement pour sa voisine. Le couple reçoit parfois, des amis (d’ailleurs), particulièrement sur sa terrasse pour admirer la pleine lune de juillet.
Le contact principal est la proche voisine, Marta (Poniewierka, errance ou adversité), veuve, âgée, ancienne perruquière : elle parle beaucoup, se raconte, jaspine, invente, entremêle.
Elles discutent, cuisinent (pommes de terre, petits pois, rhubarbe, champignons, camomille sauvage, cornichons, orties), cultivent (salades, dahlias, aloès), se promènent, circulent en voiture, pour les courses (fruits, légumes, clous) ou non, sortent parfois, pour cueillir des herbes ou visiter.
La narratrice, généralement discrète, revendique sa « champignité », son attirance pour les champignons et leur consommation : croquettes aux collybies, bolet blafard au vin et à la crème, dessert sucré aux vesses-de-loup, gâteau à l’oronge, oronge de printemps à la crème, collybie…
Marta est ce passeur, qui permet à des passants clandestins de franchir une frontière. « Je ne comprenais pas Marta, et je ne la comprends toujours pas quand je pense à elle maintenant. Mais à quoi me servirait-il de la comprendre ? Que me donnerait la découverte de ses motivations, des sources dont coulaient tous es récits ? » (p. 15.)
Les autres voisins sont tout aussi ordinaires, étranges, uniques, merveilleux, traversés de rêves, de récits, même si leur mise en récit reste souvent à peine ébauchée : "Bidule Machin", radoteur répétitif, qui leur raconte la mort de cet autre voisin, "Marek Marek", le bon à rien, qui se soûle à mort pour ne plus sentir dans sa poitrine l’énorme oiseau aux ailes battantes, "Agnieszka", qui remplit le bidon de lait, et qui a visité Auschwitz, "Bobol", le fermier (arrivé en famille en 1945), "Zezula", "l’Homme à la Scie"...
Certaines vies gagent une autonomie : "Krystyna" (Poploch, panique), autre voisine, célibataire, ex-employée de banque, rêveuse, visitée (au printemps 1969) par une voix se disant "Amos", de Mariand, à la recherche de cet Amos, peut-être Andrzej Mos, à Częstochowa… Ses parents, les Poploch, liquident leur trésor inconnu, une ménagère en argent, récupérée dans la maison octroyée en 1945.
"Ergo Sum", persuadé qu’il aurait mangé de la viande humaine autrefois, quelque part en déportation en Sibérie, professeur de latin en fuite, redoute de se changer en loup-garou, se transforme en arrivant à Pietno en Bronislaw Sum, dit Bronek, valet de ferme, qui donne son sang à la collecte en ville.
À Nowa Ruda, on croise le Prophète, le Voyant, hirsute, "Lew" (Lion), invalide, à la suite d'un accident de mine de charbon, devenu spirite, prédisant plusieurs fois une fin du monde, et pleurant de survivre dans un monde qui n’existe plus.
La famille "Frost", dont le mari aurait construit la maison de la narratrice dans les années 1930 (l’année de la comète), dont un fils meurt d’un plat de champignons, et qui se plaint de faire des rêves qui ne sont pas à lui, se fabrique un chapeau de bois…
"Peter Dieter" (et sa femme Erika), allemand des Sudètes, essayant de réactiver ses souvenirs quarante ou cinquante ans trop tard, mort à la frontière, repoussé alternativement par les gardes tchèques et polonais.
Le couple sans nom ("Elle et Lui"), arrivés en Silésie après 1945, sans enfant, où chacun rencontre un/une "Agni" : satisfaction sexuelle et existentielle, manque, nostalgie...
Plus loin dans le temps, la famille des comtes "von Götzen" (p. 205), expulsés de leur château, qu’ils habitent sans l’avoir « bâti, et que d’ailleurs ils ne connaissaient même pas de fond en comble » (p. 193), les couteliers (originaires de Solingen), peut-être de la même confrérie (hussite ( ?)) que ces couteliers supposés hérétiques qui hébergent quelque temps le frère-sœur Feu (Paschalis).
Bien sûr, beaucoup de racontars, de légendes : le latimeria (50), le monstre-dragon du fond de l’étang. Et surtout l’hagiographie de la sainte silésienne (et d’ailleurs) Kümmernis, dont une représentation orne(rait) une chapelle de la basilique de Wambierzyce, un de ces tableaux votifs catholiques (vierge miraculeusement barbue, martyre crucifiée) : sainte Wilgeforte, ou Sainte-Débarras ou Dérobade, originaire de Broumov (Braunau), interdite de culte par le pape.
Mais aussi l’histoire du moine Paschalis, du monastère de Rosenthal, mal dès l’enfance dans sa peau d’homme masculin, se rêvant femme, dont la tâche fixée par la mère supérieure du couvent des bénédictines est d’« écrire l’histoire de leur secrète sainte patronne aux quatre prénoms ».
On regarde de loin la procession paroissiale.
La véritable histoire locale n’est pas absente, jamais insistante. L’ancienne germanique marche vers l’Est a longtemps imposé une présence commerciale, culturelle, militaire et industrielle (dont la métallurgie, la coutellerie), jusqu’à l’expulsion des Allemands d'Europe de l'Est en 1945. Ils ont laissé des trésors, cachés ou non, un couteau oublié ou enfoui, une assiette en étain, un napperon brodé à inscription allemande, une ménagère en argent. Tunczil, fondateur de la ville de Nowa Ruda, a sans doute trouvé un couteau de Solinge. Et la narratrice l’avoue : « J’ai eu une nourrice allemande. Elle s’appelait Gertruda Nietsche » (p. 239.)
« Les rêves ont toujours un sens, ne sont jamais dans l’erreur, c’est le monde réel qui n’est pas à la hauteur de l’ordre du rêve. »
« Notre monde est peuplé de dormeurs qui sont morts et rêvent qu’ils vivent. […] Dans cette confusion, nul ne sait ni ne peut savoir s’il est celui qui rêve sa vie ou celui qui la vit vraiment » (p. 141).
L’autre monde pourrait s'entrevoir, mais reste peu accessible (hors mort) : divination, prédictions, prophéties, mantique, éphémérides, signes (comète, éclipse de lune). La cosmogonie des frères couteliers pose une  Mécanique du salut (p. 290).

## Édition
En 1998, la première édition est le fait de la maison d'édition indépendante Wydawnictwo Ruta.
En 1999, le livre est déjà un best-seller en Pologne (40 000 ventes.
Fin 2000, via Bertelsmann, c’est le premier roman en Pologne à être publié sur internet sous forme électronique, marquant le début du marché du livre électronique en Pologne.
- Première édition française, traduction du polonais par Christophe Glogowski, Robert Laffont, "Pavillons", 302 pages
- Seconde édition française, traduction par Maryla Laurent, Noir sur Blanc, 304 pages  (ISBN 978-2-88250-696-2)

## Distinctions
- Prix Władysław Reymont (1998)
- Prix Nike des lecteurs (1999)

## Réception francophone
- « L’auteur n’y apparaît pas plus que dans ses précédents romans, sinon dans la position de réceptrice universelle des rêves de la planète, dont le texte tout entier forme la compilation subjective, télescopage hasardeux de méditation sensuelle et de faits divers folkloriques dans l’ambiance brumeuse d’une dérive littéraire nonchalante. [...] Le rêve et la réalité sont au centre de ce magma d’histoires et de contes autonomes dont les décors se plantent tous, à différentes époques. L’inconscient prend le dessus. « Notre monde est peuplé de dormeurs qui sont morts et rêvent qu’ils sont en vie. Dans cette confusion, nul d’entre nous ne sait, et ne peut savoir, s’il est de ceux qui rêvent seulement leur vie ou s’il vit pour de vrai. » Au centre de cet immense filet onirique se tient Marta, vraisemblable double ésotérique de l’auteur, [aux] commentaires existentiels et [aux] extravagances pratiques. »[2]

- « Dans ce hameau de Basse Silésie, en Pologne, tous les univers du monde se présentent à nous : paysages, personnages, vies, couleurs, odeurs, voyages dans le passé, descriptions du présent et perspectives d’avenir. [Il suffit de] s’imprégner des récits et des croyances polonaises, se laisser envouter et dérouter, par l’infini des pensées, légendes, miracles, dévotions, illusions. Chacun(e) est porteur, porteuse d’un secret ou est héros ou héroïne d’histoires effrayantes., incroyables constellations des voix, richesses des vies intérieures et images étranges des férocités et fléaux de la vie. »[3]

- « [Les êtres-ombres ?] Tous morts, mais pas très bien enterrés, puisque leurs fantômes ne cessent d'assaillir les vivants, "formes imperceptibles au regard (...) proches au point de vous toucher presque le visage, de vous frôler la surface vitreuse de l'œil, et qui pourtant n'ont pas de corps, que la main déplacée dans l'air traverse comme de la fumée...". Un livre dont le rêve est la vraie force de gravitation, le matériau de base. Comme si les songes permettaient d'apercevoir, soudain, des pans entiers de la réalité ordinairement cachés au regard. Les personnages se mettent, parfois, à sentir des odeurs bizarres ou à voir des formes curieuses, à sentir la présence de la mort bien avant qu'elle ne survienne. »[4]

- « Nous découvrons les habitants de ce village isolé, à l’écart semble-t-il du présent. Chacun s’y débat dans son quotidien borné, lutte contre la solitude, s’abîme dans des souvenirs douloureux ou des projets avortés. Beaucoup sont « des êtres sans biographie, sans passé et sans avenir, qui se présentent à autrui dans un présent permanent ». Des fantômes hantent aussi ces lieux. [Il s'agit] des songes de ceux que la vie tourmente ou déçoit : c’est que « le monde réel n’arrive pas à la cheville des rêves ». »[5]

## Entretien avec l'auteure
« Je pressens qu’il nous faut, désormais, rétrécir et intensifier notre présence dans le lieu dont nous sommes responsables. Une littérature et un art nouveau vont peut-être naître d’un tel contexte. Mais ce n’est pas de moi qu’ils viendront. La narration linéaire et classique m’a toujours rendue méfiante. Pour moi, elle ne permet pas d’accéder au vrai. Je recours à l’écriture fragmentaire depuis Maison de jour, maison de nuit qui, effectivement, se présente comme une mosaïque, un patchwork. […] Le roman moderne exige un récit qui corresponde à notre expérience d’un monde morcelé, zébré, où l’on zappe… Comment, à partir de cette réalité éclatée, retrouver un sens unique ? À travers ce que je nomme « roman-constellation », à l’image d’un homme regardant le ciel étoilé depuis sa terrasse. Nous voyons un chaos d’étoiles disposées à l’aventure, tandis que notre intelligence s’efforce, elle, d’y percevoir des ensembles, des structures dotées de sens auxquelles on associe même une mythologie. »

« Comment, à partir de cette réalité éclatée, retrouver un sens unique ? À travers ce que je nomme « roman-constellation », à l’image d’un homme regardant le ciel étoilé depuis sa terrasse. Nous voyons un chaos d’étoiles disposées à l’aventure, tandis que notre intelligence s’efforce, elle, d’y percevoir des ensembles, des structures dotées de sens auxquelles on associe même une mythologie. [Peut-on qualifier votre style de « réalisme fantastique » ? ]
J’ignore si cette formule convient, mais nous vivons à une époque où une redéfinition du « réalisme » dans la littérature et dans l’art en général s’impose. Comment reformuler le réalisme ? Dans Les Livres de Jakob, j’ai tenté une expérience avec ce que j’ai nommé un narrateur à la « quatrième personne »,  Ienta [la grand-mère agonisante qui, tout au long du livre, suit les événements d’en haut, sur le mode d’une expérience de sortie du corps], un personnage qui ignore le temps, dont le point de vue est celui tantôt de la grenouille, tantôt de l’oiseau. Il s’agit d’un narrateur qui outrepasse la perspective de l’auteur comme celle des personnages et projette un regard cosmique sur l’action. »